# Bid

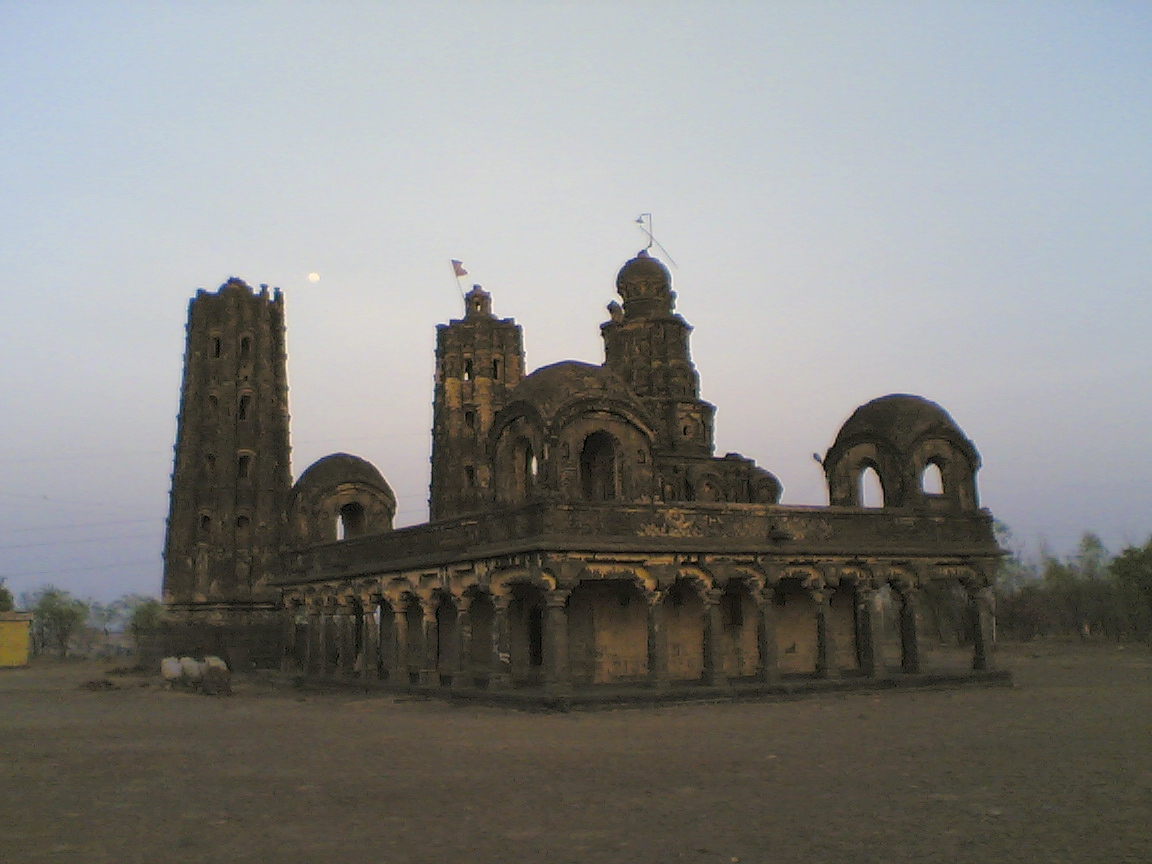
Khandobatemplet i Bid.

Bid (eller Beed) är en stad i den indiska delstaten Maharashtra. Den är administrativ huvudort för distriktet Bid och hade 146 709 invånare vid folkräkningen 2011.